# Scopula ophthalmica
Scopula ophthalmica är en fjärilsart som beskrevs av Louis Beethoven Prout 1920. Scopula ophthalmica ingår i släktet Scopula och familjen mätare. Inga underarter finns listade.